# Jean-Jacques Fussien
Jean-Jacques Fussien (Verneuil-en-Halatte, 21 de enero de 1952-Orleans, 23 de agosto de 1978) fue un ciclista francés, que fue profesional entre 1973 y 1978, año de su muerte mientras entrenaba por el Gran Premio de Plouay. Considerado un buen sprinter, obtuvo victorias de etapa a la Semana Catalana, a la Vuelta a Levante o a la Vuelta en Cantabria.
Cuando era amateur participó en los Juegos Olímpicos de Múnich de 1972 en la prueba en persecución por equipos.

## Palmarés
- 1973
  - Vencedor de 3 etapas a la Vuelta a Cantabria
  - Vencedor de una etapa al Tour del Norte
- 1974
  - Vencedor de una etapa a los Cuatro días de Dunkerque
  - Vencedor de una etapa a la Vuelta a Levante
- 1975 
  - Vencedor de una etapa de la Semana Catalana
  - Vencedor de 4 etapas a la Vuelta a Levante
- 1976 
  - Vencedor de una etapa al Tour del Oise y del Somme
- 1978 
  - Vencedor de una etapa en el Tour del Mediterráneo

### Resultados al Tour de Francia
- 1978. 73.º de la clasificación general.

### Resultados a la Vuelta en España
- 1973. Abandona
- 1975. Abandona